# Buřňák obrovský
Buřňák obrovský (Macronectes giganteus) je druh ptáka z čeledi buřňákovití (Procellariidae) a rodu buřňák (Macronectes). Druh popsal Johann Friedrich Gmelin v roce 1789. Dle Mezinárodního svazu ochrany přírody je hodnocen jako málo dotčený.

## Výskyt
Buřňák obrovský se vyskytuje převážně na jižní polokouli v areálu od Antarktidy až po teplé oblasti o celkovém rozsahu 140 000 000 km2 území, přičemž je adaptován na život u moře. Hnízdí na antarktickém kontinentu, na Antarktickém poloostrově a na subantarktických ostrovech. Druh je pelagický. Hnízda si staví na zemi na holých i travnatých plochách, a to až do nadmořské výšky 300 m n. m.

## Popis
Buřňák obrovský je velký druh ptáka připomínající racka mořského, jenž může měřit 87 cm, rozpětí křídel je odhadováno na 180 až 205 cm a hmotnost na 5 kg. Jedná se o největší druh z celé své čeledi. Křídla jsou zašpičatělá. Velký zahnutý zobák je opatřen typickým znakem trubkonosých, trubkovitými nosními dírkami. Vyjma dobrých letových schopností se buřňák obrovský umí dobře pohybovat i na zemi. Objevují se 2 různé typy zbarvení: tmavá morfa má šedohnědé tělo s bílou hlavou, krkem a hnědě skvrnitou hrudí, méně často se objevuje bílá morfa. Bílí jedinci tvoří cirka 5 % celkového počtu buřňáků obrovských. Mláďata jsou hnědá a připomínají mláďata buřňáků Hallových.

## Chování
Buřňák obrovský je společenský pták, přičemž ptáci se soustřeďují především tam, kde je hojnost potravy, již vyhledávají na zemi a na otevřeném moři. Jedná se převážně o mrchožrouta. Oblíbenou potravou jsou mršiny tuleňů a tučňáků, mnohdy též z lodí kradou lidmi ulovené ryby nebo vybírají vejce z hnízd, buřňáci však dovedou lovit též sami a zdolat například mláďata albatrosů, ryby nebo chobotnice. Mezi pohlavími je rozdíl ve skladbě potravy: samice převážně samy loví, zatímco samci pojídají z větší části zdechliny. Pokud je druh vyrušen, po nepříteli může opakovaně vyvrhnout páchnoucí tekutinu, což jim vyneslo anglické synonymum stinker.
Rozmnožování probíhá od října, přičemž během něj žijí v řídkých skupinách zhruba o 300 párech. Jednotlivé páry se opakovaně vrací na stejná hnízdiště. Do hnízda, které je postaveno z kamení nebo trávy, samice naklade jedno vejce o něž se stará 55 až 66 dní. Mládě zůstává v hnízdě do března, po opeření je čeká migrace kolem Jižního oceánu. Dospělci jsou během starání se o mláďata hákliví na vyrušení a mohou opustit i hnízdo. Pohlavní dospělosti dosahují buřňáci obrovští okolo 4 let, avšak obvykle se poprvé páří mezi 6–10 lety.

## Ohrožení
Na světě žije okolo 100 000 dospělců buřňáků obrovských a jeho populace vzrůstá. Nebezpečí však může pramenit z nekontrolovaného lovu na dlouhé šňůry (mezi lety 1997–1998 tak bylo zabito mezi 2–4 000 jedinci). Lokální úbytky jsou způsobeny například poklesem populací rypoušů sloních (Mirounga leonina), jejichž mršiny patří mezi důležitou část potravy tohoto druhu.
Dle Mezinárodního svazu ochrany přírody je buřňák hodnocen jako málo dotčený druh, jenž je zapsán na seznam CMS a ACAP. Populace jsou monitorovány v řadě oblastí a druh je chráněn v několika přírodních rezervacích, z nichž dvě jsou zařazeny na seznam UNESCO.

## Synonyma
- Procellaria gigantea J. F. Gmelin, 1789
- Macronectes giganteus wilsoni Mathews, 1912
- Macronectes giganteus dovei Mathews, 1916[7]